# 往津日記

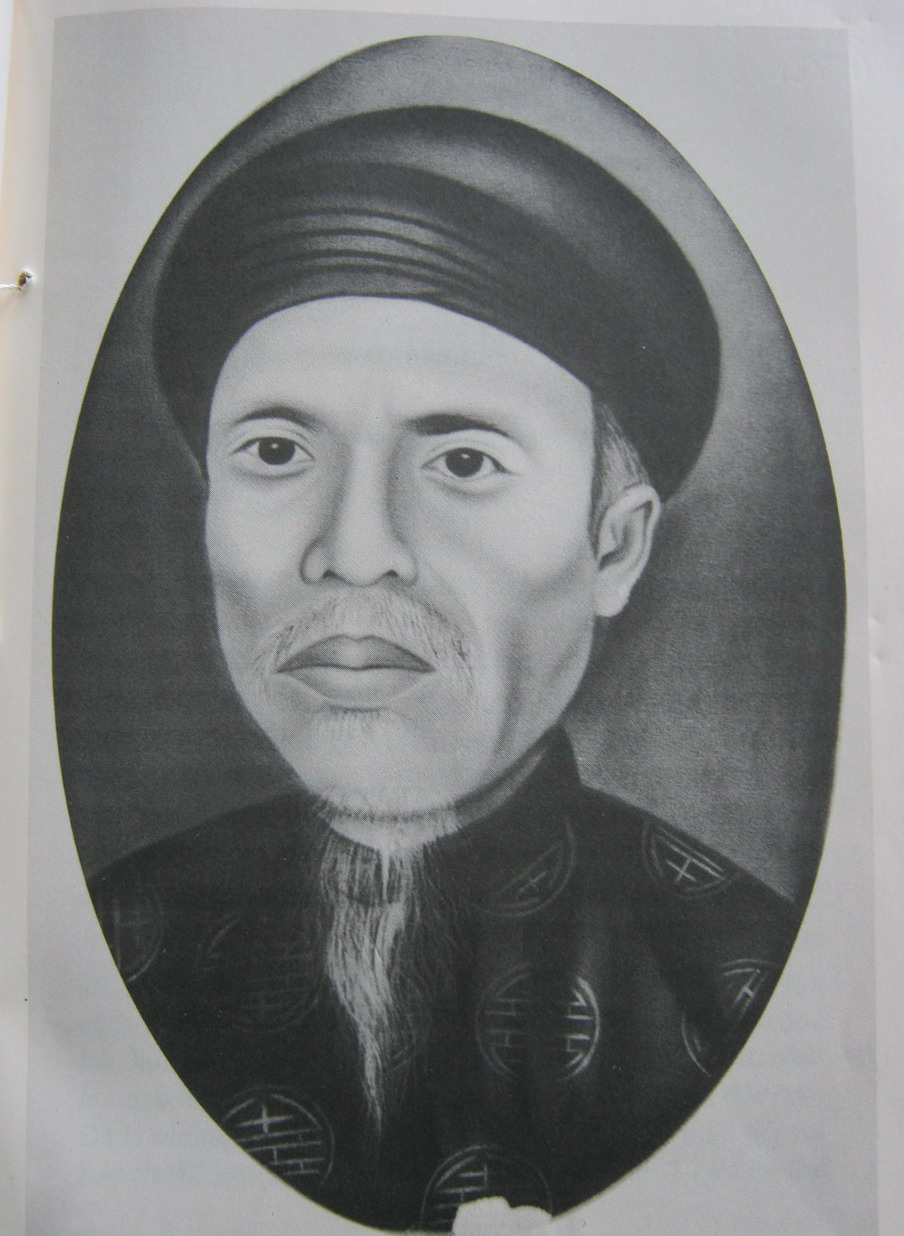
阮述肖像

《往津日記》（越南語：Vãng Tân Nhật Kí；法語：Voyage à Tientsin），越南阮朝官宦阮述所撰，用漢語文言文寫成。1882年，阮述奉命到中國天津公幹，為中法越南戰事而與宗主國清朝交涉，路經香港、廣州、上海等城市，翌年（1883年）才返回越南順化。《往津日記》就是以日記形式，記述他這次出差旅程的見聞及其與中國官宦名士交往的經歷。本書載有清法間有關越南交涉的史料，並收錄了清越兩國朝廷間的若干往來文書，對於中法越南戰爭史方面的研究，具有相當的史料價值。

## 阮述的遊歷
編撰《往津日記》的阮述（號荷亭），出身於越南阮朝廣南省的望族家庭，他本人亦是嗣德朝晚期的名宦。在1880年（嗣德三十三年）、1882年（嗣德三十五年）曾擔任「如清歲貢使」。1882年返回越南後，旋即奉命與刑部尚書范慎遹赴天津公幹。這次公幹的動機，據《大南實錄‧正編第四紀‧卷六十八》所載，是由於1882年法軍攻佔河內，清政府便「邀我國大臣二三人往天津詢問並商議法國之事，乃命慎遹等奉國書以行」，務求加強兩國間的軍事聯繫。到翌年（嗣德三十六年）年底，阮述才返回越南。
阮述這次出使，目的本是要透過中越的宗藩關係來抵抗法軍，但卻因清廷的消極而一事無成。1883年8月31日（農曆七月廿九日），當阮述得悉清猶疑不決，未肯派軍援越，以致順化陷落的消息，感到「不勝憤恨」，並在書中反映他的感受：「我國與法之事，原由中朝來文，願為調停，又召余等至津詢問，乃講說既不能成，又畏縮趦趄，不肯以兵船相援，以致法人乘我有事，迫我以和。我國當此變故交集，其勢不得不從，而中朝不能保護藩封，不知何辭以自解於天下也？世局至此，當何言哉！」

## 內容
據學者陳荊和所說，本書是法國人戴密微（P. Demiéville）教授於1930年代末在河內獲得的孤本。該本子包括數個部份：
- 《阮荷亭先生〈往津日記〉序》，為本書的序言部份，由明命帝第十一皇子阮福綿寊（署名「葦野老人」）所撰。[4]
- 《往津日記》，為本書正文，以日記形式，記述作者阮述自1883年1月16日（嗣德三十五年十二月八日）至1884年1月26日（建福元年十二月廿九日）赴天津公幹，與清朝官員士紳交涉，及其在香港、廣州、上海各地遊歷的事跡。[5]
- 附：《筆談隨錄》，為阮述與清朝官員筆談及摘抄的中國書錄，當中包括光緒年間中國及朝鮮的知識。[6]
- 附：《摘錄聯句》，為阮述與中國士人間互贈的對聯墨寶。[7]

## 史料價值

### 具備繁富的晚清史料
為《往津日記》寫序的阮綿寊高度評價本書資料繁富：「舉凡海程山驛之往來，朔氣瘴烟之節候，孤衷之耿耿，匪躬之蹇蹇，以及列國之情形，中朝之政教，近而民風土俗，遠而異服殊音，欹器之鬼工，南針之絕技，類皆不勝覶縷。而難狀之境，如在目前，不盡之意，溢於言表，無不悉備。」認為本書不特詳細記載了阮述自身的遊歷，並傳神地反映了越南在中法戰爭中的困局。

### 有助鑽研中法越南戰爭
學者陳荊和則認為，本書概述了阮述所遊歷各大都市的狀況，並記及中法越的外交關係。最重要的，是「阮氏在華期間，每次將本國政府遞來之公文轉達清方有關公署，或將其奏摺或清方覆文遞回本國政府，均有註明日期」，可以與其他中法越南戰爭史料互相參校。

## 流傳情況
1930年代末，法國學者戴密微（P. Demiéville）在河內獲得本書的孤本，後來交到饒宗頤，為之寫《跋》，又轉交給陳荊和，於1977年在泰國曼谷的第七屆亞洲史學家會議上宣讀論文介紹本書，並加以註釋整理，及為本書撰寫《代序》、《解說》，最後由香港中文大學出版社於1980年出版。

## 外部連結
- （中文）. （原始内容存档于2004-12-14）.
- 陳三井：〈阮述《往津日記》在近代史研究上的價值 （页面存档备份，存于）〉。